# Antonio Ponzoa Cebrián
José Antonio Ponzoa Cebrián (Múrcia, 24 de maig de 1791 – Madrid, 1865) va ser un matemàtic i polític espanyol, ministre durant la minoria d'Isabel II d'Espanya.

## Biografia
En 1821 va obtenir la càtedra de Matemàtiques de la Real Sociedad Económica Matritense de Amigos del País i en 1823 es traslladà a Madrid, on fou catedràtic d'economia política i estadística a la Universitat Central de Madrid. El 1836 fou professor de matemàtiques i hisenda i crèdit públic a l'Ateneo de Madrid. Després fou oficial de la secció d'estadística del Ministeri de la Governació i arribaria a subsecretari.
D'octubre a desembre de 1838 fou Ministre de Marina, Comerç i Governació d'Ultramar en el gabinet del Duc de Frías. En 1837 i 1844 fou elegit diputat per Múrcia, i en 1846 per Alacant, ambdues ocasions pel Partit Moderat.